# 趙東祜
趙 東祜（チョ・ドンホ、조동호、1892年8月4日 - 1954年9月11日）は、朝鮮の独立運動家、革命家。号は榴亭。忠清北道沃川郡出身。本貫は豊壌趙氏。

## 人物
1915年に中華民国の金陵大学（現南京大学）に留学し、1918年に上海に移り、呂運亨らと新韓青年党を組織し、大韓民国臨時政府国務委員、臨時議定員を務めた。また、1921年には中国内の抗日運動団体「救国団」の機関誌『救国団』の記者となり、中国各地で抗日運動と朝鮮独立運動の連携を模索し、中韓親善や、反帝国主義活動などに従事した。1923年に朝鮮に戻り、『東亜日報』の論説委員に就任する一方、1925年には朝鮮共産党の設立にも火曜派として関与した。 その後、コミンテルンの承認を得るためにロシアに派遣され、その後は朝鮮共産党の上海部で活動したが、1928年に逮捕され、朝鮮に押送、収監された。出獄後は1933年に『朝鮮中央日報』の論説委員に就任、1944年には呂運亨が組織した秘密結社独立運動団体である建国同盟の幹部として活動、1945年の解放後には、建国準備委員会宣伝部長、勤労人民党など左右合作運動に参加した。